# Франкфорт (Південна Дакота)
Франкфорт (англ. Frankfort) — місто (англ. city) в США, в окрузі Спінк штату Південна Дакота. Населення — 134 особи (2020).

## Географія
Франкфорт розташований за координатами 44°52′40″ пн. ш. 98°18′33″ зх. д. / 44.87778° пн. ш. 98.30917° зх. д. (44.877664, -98.309239).  За даними Бюро перепису населення США в 2010 році місто мало площу 2,04 км², уся площа — суходіл.

## Демографія
Згідно з переписом 2010 року, у місті мешкало 149 осіб у 61 домогосподарстві у складі 37 родин. Густота населення становила 73 особи/км².  Було 82 помешкання (40/км²).
Расовий склад населення:
| - 94,6 % — білих - 3,4 % — корінних американців - 2,0 % — осіб інших рас |

До двох чи більше рас належало 0,0 %. Частка іспаномовних становила 2,0 % від усіх жителів.
За віковим діапазоном населення розподілялося таким чином: 29,5 % — особи молодші 18 років, 49,0 % — особи у віці 18—64 років, 21,5 % — особи у віці 65 років та старші. Медіана віку мешканця становила 42,6 року. На 100 осіб жіночої статі у місті припадало 98,7 чоловіків;  на 100 жінок у віці від 18 років та старших — 105,9 чоловіків також старших 18 років.
Середній дохід на одне домашнє господарство  становив 46 064 долари США (медіана — 37 083), а середній дохід на одну сім'ю — 52 693 долари (медіана — 48 750). Медіана доходів становила 26 875 доларів для чоловіків та 20 625 доларів для жінок. За межею бідності перебувало 8,7 % осіб, у тому числі 4,8 % дітей у віці до 18 років та 12,1 % осіб у віці 65 років та старших.
Цивільне працевлаштоване населення становило 44 особи. Основні галузі зайнятості: освіта, охорона здоров'я та соціальна допомога — 40,9 %, мистецтво, розваги та відпочинок — 20,5 %, роздрібна торгівля — 9,1 %, публічна адміністрація — 6,8 %.